# Semiaquilegia adoxoides
Semiaquilegia adoxoides là một loài thực vật có hoa trong họ Mao lương. Loài này được (DC.) Makino miêu tả khoa học đầu tiên năm 1902.

## Hình ảnh

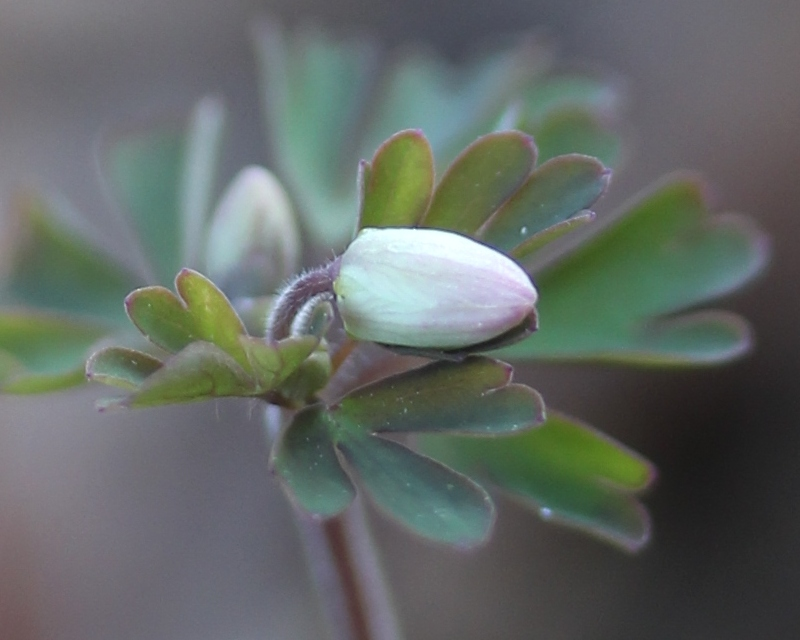
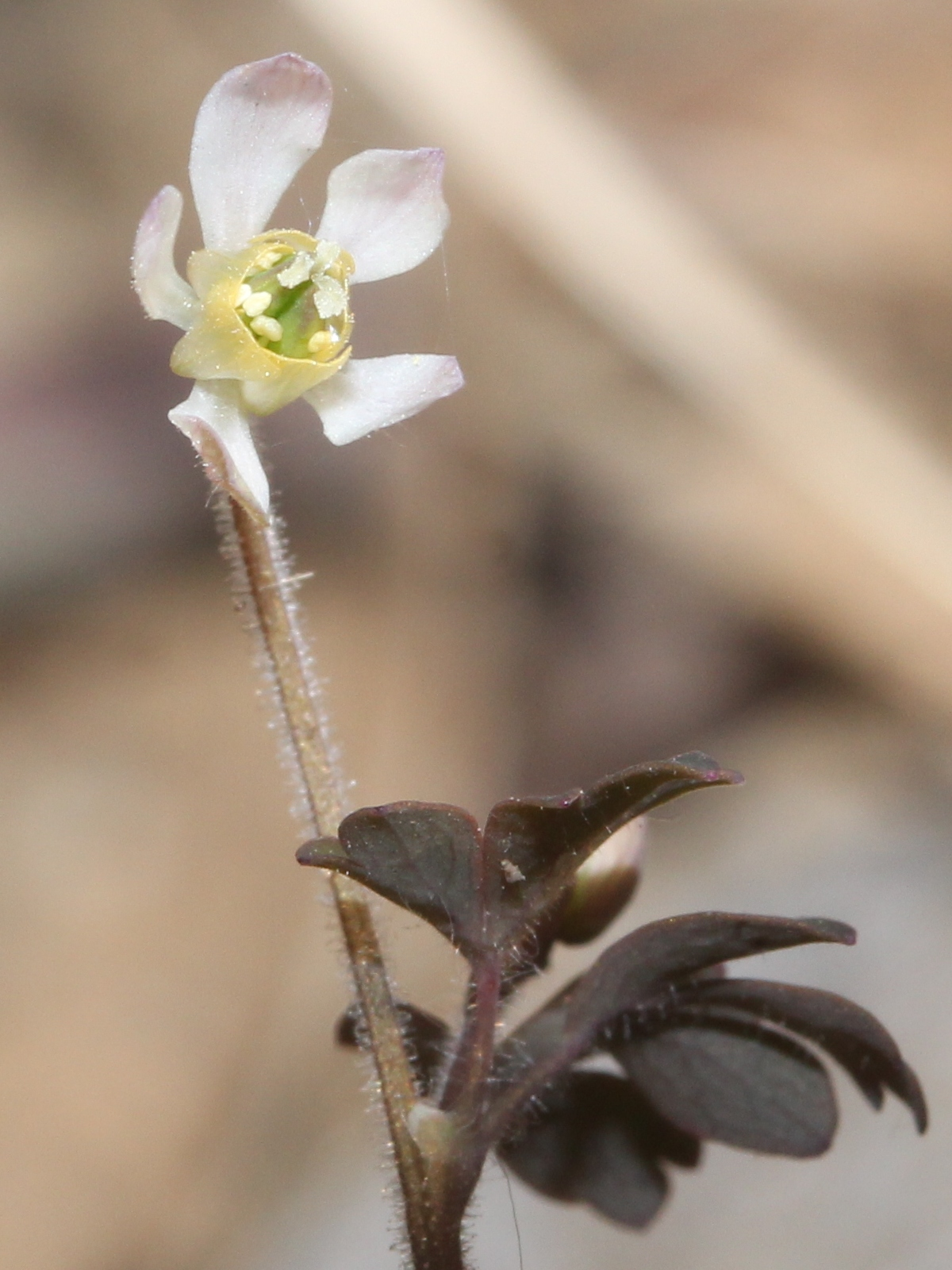
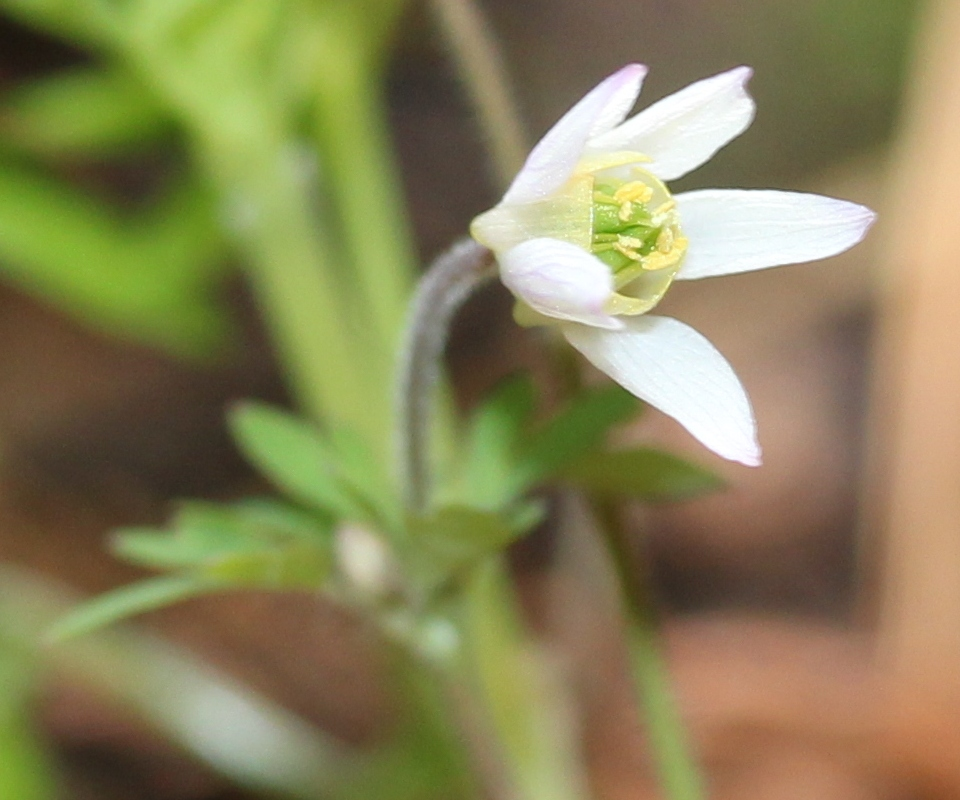
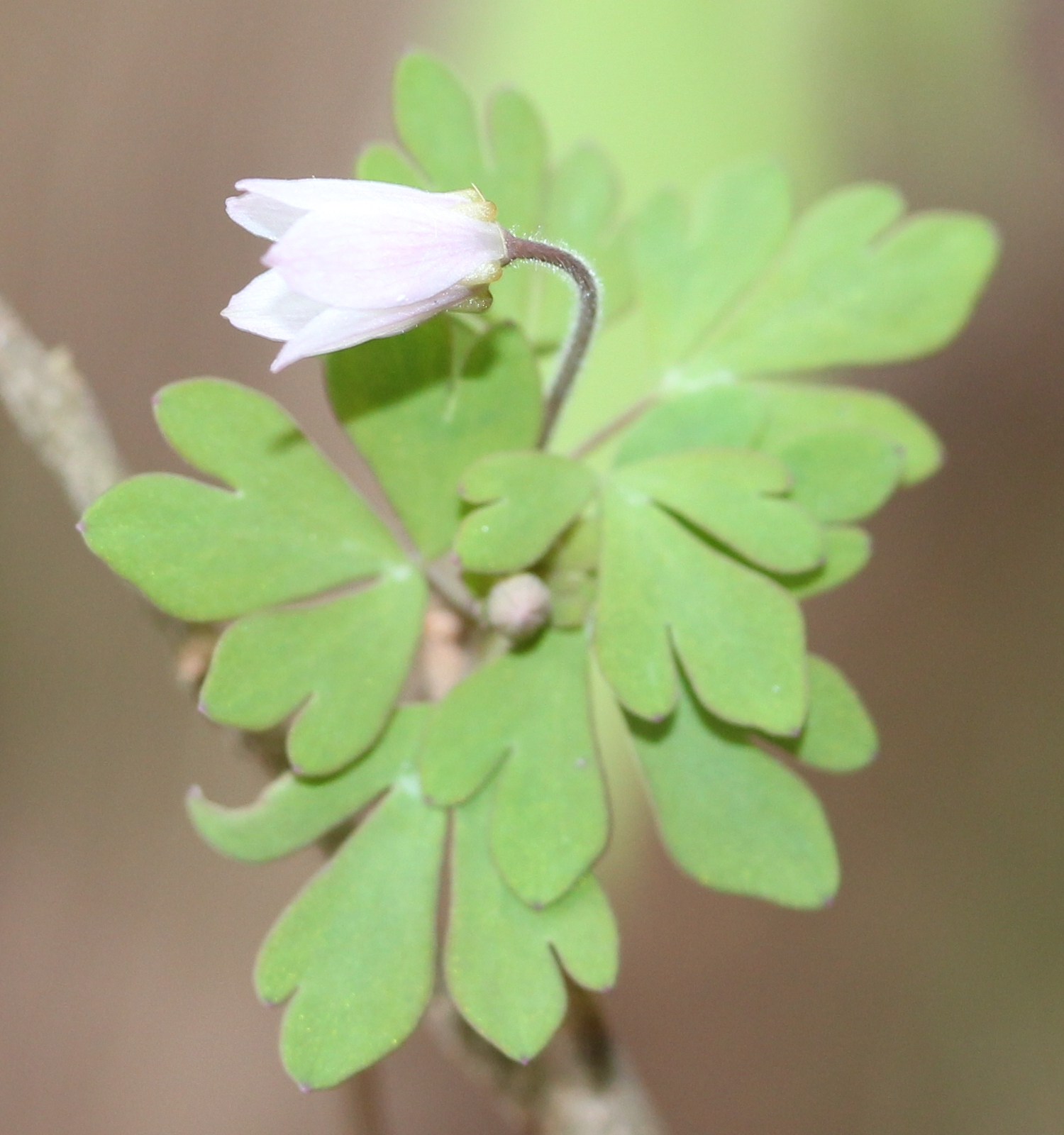